# Navicordulia miersi
Navicordulia miersi är en trollsländeart som beskrevs av Machado och Costa 1995. Navicordulia miersi ingår i släktet Navicordulia och familjen skimmertrollsländor. Inga underarter finns listade i Catalogue of Life.